# Фін Фан Фум
Фін Фан Фум (англ. Fin Fang Foom) — вигадана істота, персонаж коміксів, виданих американським видавництвом Marvel Comics. Фін Фан Фум зображується позаземною істотою, що є схожою на дракона. Вперше він фігурував у коміксі Strange Tales #89 (жовтень 1961), придуманий Стеном Лі та Джеком Кірбі. Часто виступав як антагоніст в історіях про Залізну людину.
Персонаж також з'являвся на супутніх товарах Marvel, включаючи анімаційні телесеріали, іграшки, колекційні картки та відеоігри.

## Історія публікації
Дебютувавши в Strange Tales #89 (жовтень 1961) під час Срібного віку коміксів, Фін Фан Фум з'явився в «досупергеройський» період Marvel Comics, який не буде інтегрований в основну вигадану тяглість Marvel до 1970-х років.

Натхненням імені для цього персонажа послужив фільм 1934 року «Чу Чін Чоу», який у дитинстві бачив Стен Лі. Як сказав Лі 2005 року:
Коли я був дитиною, я любив ходити в кіно. Мені було десь 10, 11, 12 років. І там був один фільм, який я бачив. Я нічого про нього не пам'ятаю, крім назви. Дії проходили в Китаї, я пам'ятаю, а назва фільму була «Чу Чін Чоу». Зараз я й гадки не маю, що це означає — я не знаю, було це чиєсь ім'я, чи країна, чи місто, але я ніколи не забував цю назву. Ці три слова просто застрягли в моїй пам'яті: Чу Чін Чоу. Тому, коли я шукав ім'я для монстра, я згадав Чу Чін Чоу... і цей конкретний метр, цей ритм, так чи інакше привів до Фін Фан Фума.
Персонаж уперше з'явився в автономній історії «Фін Фан Фум» у Strange Tales #89 (жовтень 1961) і знову з'явився в Astonishing Tales #23-24 (квітень- червень 1974). Його показали як мідґардійського змія у Thor #379 (травень 1987 року). Перша історія про нього була перевидана у Fantasy Masterpieces #2 (квітень 1966), Where Monsters Dwell #21 (травень 1973) і Marvel Monsterworks (1990). Фін Фан Фум, зрештою, з'явився в Legion of Night #1-2 (жовтень 1991), а потім кілька разів промайнув у Iron Man #261-264 (жовтень 1991 — січень 1992); #267 (квітень 1991) і #270-275 (липень-грудень 1992) і повернувся в Iron Man #15-18 (квітень-червень 1999).
Альтернативна версія персонажа з'явилася в Mutant X 2001 року. Фін Фан Фум зробив коротку появу в кросовері JLA/Avengers #1 (вересень 2003). Лиходій Кошмар змінив істоту, названу Безглуздою одиницею, на копію Фін Фан Фума і послав на бій із Галком у Hulk #79 (травень 2005).
Походження персонажа і його ранні дні були показані в Marvel Monsters: Monsters On The Prowl #1 (грудень 2005) і Fin Fang Four #1 (грудень 2005). Фін Фан Фум також з'явився в Nextwave #1-2 (березень-квітень 2006), Marvel Holiday Special (січень 2007), у сні Howard the Duck #1 (листопад 2007), в Iron Man: Las Vegas (травень-червень 2008); і зробив коротку появу в обмеженій серії Age of the Sentry #1-6 (вересень 2008 — травень 2009); ваншоті Monster-Size Hulk #1 (грудень 2008), Dark Reign Files #1 (квітень 2009) і Fin Fang Four Return! (липень 2009), а також як альтернативна версія в Hulk: Broken Worlds #2 (липень 2009).

## Сили та вміння
Фін Фан Фум володіє надсилою і витривалістю, здатністю літати на крилах з надзвуковою швидкістю і вивергати з рота горючий кислотний туман. Фум також надзвичайно витривалий і здатний до швидкої регенерації. Упадаючи в тривалі періоди сплячки, Фум примудрявся виживати протягом століть. Він володіє обдарованим інтелектом і може спілкуватися телепатично (що в його справжній формі є його єдиною формою спілкування), перевтілюватися майже в будь-яку тварину і зменшуватися до людських розмірів. Фум також має доступ до передових технологій зі своєї рідної планети. Істота також може висмоктувати, метаболізувати та перенаправляти енергію всіх видів, щоб зробити себе більшою і сильнішою. Свого часу Фум пройшов інтенсивні медитативні тренування, щоб позбутися своїх негативних рис. У результаті позбавлення від гніву, провини та егоїзму він зменшився, але породив злоякісні аспекти у фізичній формі. Фін Фан Фум також володіє унікальною здатністю викликати трансформування людей за допомогою випромінювання оптичного променя, не тільки змінивши й перепрограмувавши образи Месників, щоб імітувати їхні тваринні форми. Але Фум може навіть використовувати ці здібності, щоб оживляти неживі об'єкти на власний розсуд.

## Визнання
У списку 100 найкращих лиходіїв коміксів усіх часів за версією IGN Фін Фан Фум посів 99 місце.